# Llandwrog
Llandwrog est un village et une communauté du Gwynedd, au pays de Galles.

## Géographie
Llandwrog est situé dans le nord-ouest du Gwynedd, à 8 km au sud-ouest de la ville de Caernarfon.
La communauté de Llandwrog comprend aussi les villages de Carmel (en), Dinas Dinlle (en), Groeslon (en) et Y Fron (en)..

## Démographie
Au recensement de 2011, la communauté de Llandwrog comptait 2 539 habitants.